# Lista de prefeitos de Guapé
Esta lista de prefeitos do município de Guapé compreende todas as pessoas que tomaram posse definitiva da chefia do executivo municipal na cidade e exerceram o cargo como prefeitos titulares, além de prefeitos eleitos cuja posse foi em algum momento prevista pela legislação vigente. Prefeitos em exercício que substituíram temporariamente o titular não são considerados para a numeração mas estão citados em notas, quando aplicável.
Nelson Lara tem sido prefeito de Guapé desde 01 de janeiro de 2017.

### Lista de prefeitos (1924–2025)[1]
| N.º | Prefeito(a)                                     | Prefeito(a) | Período do governo (duração do governo)                  |
| --- | ----------------------------------------------- | ----------- | -------------------------------------------------------- |
| 1   | Domiciano Augusto dos Passos Maia (1924 – 1934) |             | 3 de fevereiro de 1924 até 1934 (10 anos)                |
| 2   | Carlos da Mata Machado (1934 – 1935)            |             | 1934 a 1935                                              |
| 3   | José Cristiano do Pardo (1935 – 1938)           |             | 1935 a 1938                                              |
| 4   | Aguilar Augusto Arantes (1938 – 1941)           |             | 1938 a 1941                                              |
| 5   | José Cândido Passos Maia (1942 – 1944)          |             | 1942 a 1944                                              |
| 6   | José César Augusto Maia (1945 – 1946)           |             | 1945 a 1946                                              |
| 7   | José Martins Loiola (1946)                      |             | 1946                                                     |
| 8   | José Passos Maia (1946)                         |             | 1946                                                     |
| 9   | Aluízio Ferreira Cunha (1946)                   |             | 1946                                                     |
| 10  | Francisco Monte Passo (1946)                    |             | 1946                                                     |
| 11  | Rodolfo Corrêa (1947)                           |             | 1947                                                     |
| 12  | Joaquim Coelho Filho (1948 – 1951)              |             | 1948 a 1951                                              |
| 13  | José Pompeu Laudares de Oliveira (1951 – 1955)  |             | 1951 a 1955                                              |
| 14  | Vicente Azevedo de Araújo (1955 – 1959)         |             | 1955 a 1959                                              |
| 15  | João Teixeira de Faria (1959 – 1963)            |             | 1959 a 1963                                              |
| 16  | Walter Amaral Corrêa (1963 – 1967)              |             | 1963 a 1967                                              |
| 17  | José Procópio de Oliveira (1967 – 1971)         |             | 1967 a 1971                                              |
| 18  | Antônio Bernardes Sobrinho (1971 – 1973)        |             | 1971 a 1973                                              |
| 19  | Fernando Soares Aguiar (1973 – 1977)            |             | 1973 a 1977                                              |
| 20  | Orlando Amaral Pinto (1977 – 1981)              |             | 1977 a 1981                                              |
| 21  | Oduvaldo Reis de Assis (1981 – 1983)            |             | 1981 a 1983                                              |
| 22  | Fernando Soares Aguiar (1983 – 1989)            |             | 1983 a 1989                                              |
| 23  | José Dalton Barbosa (1989 – 1992)               |             | 1989 a 1992                                              |
| 24  | José Rogério Lara (1993 – 1997)                 |             | 1993 a 1997                                              |
| 25  | José Dalton Barbosa (1997 – 2000)               |             | 1997 a 2000                                              |
| 26  | José Rogério Lara (2000 – 2004)                 |             | 2000 a 2004                                              |
| 27  | Nelson Alves Lara (2004 – 2012)                 |             | 1 de janeiro de 2004 até 31 de dezembro de 2012 (8 anos) |
| 28  | Luciano Maciel (2012 – 2016)                    |             | 1 de janeiro de 2012 até 31 de dezembro de 2016 (4 anos) |
| 29  | Nelson Alves Lara (2017 – presente)             |             | Início em 01 de janeiro de 2017 (em exercício)           |